# Аликовское сельское поселение
А́ликовское се́льское поселе́ние (чув. Элӗк ял тӑрӑхӗ) — упразднённое в 2022 году муниципальное образование в составе Аликовского муниципального округа Чувашской Республики. Административный центр — село Аликово.

## Население
| 2010  | 2012  | 2013  | 2014  | 2015  | 2016  | 2017  |
| ----- | ----- | ----- | ----- | ----- | ----- | ----- |
| 3698  | ↘3589 | ↘3533 | ↘3517 | ↘3503 | ↘3493 | ↘3449 |
| 2018  | 2019  | 2020  | 2021  |       |       |       |
| ↘3425 | ↘3370 | ↘3357 | ↘3311 |       |       |       |

## Символика
Герб и флаг Аликовского сельского поселения Аликовского района Чувашской Республики утверждены 30 марта 2016 г.
Автор — В. А. Шипунов.
Герб и флаг внесены в Государственный геральдический регистр Российской Федерации — № 10963, 10964.
В голубом поле гербового щита серебряный богатырь, лучник, держащий руками молодой дуб с желудями и опирающийся ногами на основание дерева.
Сохранилось предание, которое повествует о том, что несколько столетий назад в этих краях жил чуваш-язычник по имени Элек. У него в семье было 12 сыновей. В дремучих лесах росли дубы и было много медведей. Братья ходили в лес охотиться на них. Когда дети выросли, старик Элек поженил всех сыновей в один день и поселил их в окрестностях. Так появились близлежащие выселки и околотки. Композиция герба отражает это предание.
Дуб с желудями — эмблема зрелости, доблести и мужества.
Красный цвет — символ храбрости, красоты и жизни.
Серебро (белый цвет) обозначает мир, мудрость, взаимопонимание. 
Синий (голубой) цвет поля щита олицетворяет реку Аба-Сирма (Упа сырми), протекающую рядом с селом.

## Природа
По землям поселения течёт речка Абасирма, полноводная весной.

## Образование культура, пресса
- Аликовский народный театр
- Аликовская средняя школа имени И. Я. Яковлева
- Аликовский районный литературно-краеведческий музей
- Валинке — народный фольклорный ансамбль.
- Аликовский духовой оркестр
- «Пурнась сьулепе» (По жизненному пути) газета
- Муниципальная газета «Аликовский вестник».
- Аликовский районный архив.

## Связь и средства массовой информации
- Связь: ОАО «Волгателеком», Би Лайн, МТС, Мегафон. Развит интернет ADSL технологии.
- Газеты и журналы: Аликовская районная газета «Пурнăç çулĕпе» — «По жизненному пути» Языки публикаций: Чувашский, Русский.
- Телевидение: Население использует эфирное и спутниковое телевидение. Эфирное телевидение позволяет принимать национальный канал на чувашском и русском языках.